# Näs, Lerums kommun
Näs är en ort vid sjön Sävelången strax öster om Floda i Lerums kommun. Orten består huvudsakligen av slottet Nääs med tillhörande byggnader.  
Nääs slott blev under den senare delen av 1800-talet känt för sin slöjdutbildning, vilken bedrevs ända fram till 1960-talet. 
Verksamheten på slottet kallas Nääs Slott och slöjdseminarium och drivs av August Abrahamsons stiftelse. Stiftelsen ägs av staten.